# Swarby
Swarby är en by i civil parish Aswarby and Swarby, i distriktet North Kesteven, i grevskapet Lincolnshire, i England. Byn är belägen 6 km från Sleaford. Swarby var en civil parish fram till 1931 när blev den en del av Aswarby and Swarby. Civil parish hade 141 invånare år 1921. Byn nämndes i Domedagsboken (Domesday Book) år 1086, och kallades då Suarrebi.